# Santo Antônio do Retiro
Santo Antônio do Retiro là một đô thị thuộc bang Minas Gerais, Brasil. Đô thị này có diện tích 796,872 km², dân số năm 2007 là 6817 người, mật độ 9 người/km².